# Better Call Saul/Staffel 6
Die sechste und letzte Staffel der AMC-Fernsehserie Better Call Saul wurde am 18. April 2022 in den USA erstausgestrahlt und endete am 15. August 2022. Die Staffel mit 13 Folgen wurde montags um 21:00 Uhr (Eastern) in den USA ausgestrahlt. Die Staffel wurde in zwei Teile geteilt. Der erste endete am 23. Mai 2022, bevor der zweite Teil am 11. Juli 2022 folgte. Bob Odenkirk, Jonathan Banks, Rhea Seehorn, Patrick Fabian, Michael Mando, Tony Dalton und Giancarlo Esposito wiederholten ihre Rollen aus früheren Staffeln. Better Call Saul ist ein Ableger, der die Vor- und Nachgeschichte von Breaking Bad erzählt, das von Vince Gilligan und Peter Gould entwickelt wurde.

## Handlung
Die sechste Staffel macht dort weiter, wo die fünfte aufgehört hat. Mit ihr wird der Bogen zu Breaking Bad geschlagen, da die Hauptfigur Saul Goodman (Bob Odenkirk) auf Walter White (Bryan Cranston) und Jesse Pinkman (Aaron Paul) trifft.
Die Staffel zeigt die weitere Entwicklung von Jimmy zum gleichnamigen Strafverteidiger „Saul Goodman“, als er und seine Frau Kim Wexler (Rhea Seehorn) ihren Plan ausführen, die Karriere von Howard Hamlin (Patrick Fabian) zu ruinieren, um eine Auflösung des „Sandpiper-Crossing“-Falls zu erzwingen.
Gleichzeitig zeigt sie die Reaktionen des Drogenkartells auf das Attentat auf Lalo Salamanca (Tony Dalton).

## Produktion
Die sechste Staffel wurde über einen Zeitraum von elf Monaten in Albuquerque, New Mexico gedreht. Die Produktion wurde durch die COVID-19-Pandemie in den Vereinigten Staaten und einen Herzanfall des Hauptdarstellers Bob Odenkirk aufgehalten. Nachdem die Serie im Januar 2019 verlängert worden war, sollten die Dreharbeiten 2020 beginnen. Die Coronapandemie führte dann zur Verschiebung. Während der Dreharbeiten erlitt Odenkirk einen Herzanfall, der zum Herzstillstand führte. Der Hauptdarsteller überlebte, da eine Mitarbeiterin wusste, wie man eine Herz-Lungen-Wiederbelebung durchführt, und sie zufällig einen Defibrillator im Auto hatte. Die Dreharbeiten mussten deshalb für fünf Wochen unterbrochen werden.
Bei der Veröffentlichung wurde sie von Kritikern allgemein gelobt, insbesondere wegen ihrer Ähnlichkeit mit ihrem Vorgänger im Vergleich zu früheren Staffeln.
Die deutsche Synchronsprecherin von Rhea Seehorn, Claudia Gáldy, starb am 16. Oktober 2021 im Alter von 51 Jahren. In der sechsten Staffel wird Rhea Seehorn von Cathlen Gawlich gesprochen.

## Nominierungen und Auszeichnungen
- Emmy Awards: Durch die Zweiteilung der Ausstrahlungen der sechsten Staffel war diese Staffel sowohl bei den Preisverleihungen 2022 wie auch 2023 im Rennen um die Emmy Awards.[5] Die erste Hälfte der sechsten Staffel war für die Emmys 2022 für sieben Emmy Awards nominiert, konnte aber keine der Auszeichnungen erhalten.[6] Dies verursachte Kritik in den sozialen Medien, da bei bis dahin 46 Emmy-Nominierungen die Serie nicht einen verliehen bekommen hatte.[7] Für die Emmy-Verleihung 2023 wurde die zweite Hälfte der sechsten Staffel unter anderem für beste Drama-Serie, Bob Odenkirk als bester Darsteller in einer Drama-Serie, Rhea Seehorn als beste Nebendarstellerin in einer Drama-Serie und Peter Gould und Gordon Smith separat als beste Drehbuchautoren nominiert.[8]

- Critics’ Choice Television Awards: Die Staffel wurde im Januar 2023 bei den Critics’ Choice Awards als beste Drama-Serie und Odenkirk als bester Drama-Seriendarsteller ausgezeichnet.[9]

- Golden Globe Awards: Bei den Golden Globe Awards 2023 war diese Staffel als beste Drama-Serie und Odenkirk als bester Drama-Serien-Hauptdarsteller nominiert, erhielt aber keine der beiden Auszeichnungen.[10] Die Entscheidung gegen die Verleihung der Golden Globes an die sechste Staffel wurde kritisiert. Andreas Engelhardt, als erklärter Fan von House of the Dragon, dem Gewinner der Sparte beste Serie Drama, hielt Better Call Saul für die bestgeschriebene Serie, die er je gesehen habe.[11] Adam Miller bezeichnete im Herald das Übergehen der Serie bei der Golden-Globs-Verleihung als zunehmend bizarrer.[12] Im Telegraph[13] wie im Guardian wurde geurteilt, dass Better Call Saul beraubt worden sei.[10]

- SAG Awards: Bei der 29. Verleihung der Screen Actors Guild Awards war die Staffel in der Sparte bestes Schauspielensemble in einer Dramaserie nominiert worden. In der Sparte bester Darsteller in einer Dramaserie konkurrierten Jonathan Banks für die Darstellung von Mike Ehrmantraut und Bob Odenkirk für die Darstellung von Saul Goodman gegeneinander.[14] Die Staffel erhielt aber keinen der Screen Actors Guild Awards.[15]

- WGA Awards: Bei den Writers Guild of America Awards 2023 wurde Thomas Schnauz für die Episode Plan und Ausführung (Plan and Execution) ausgezeichnet. Schnauzs Kollege Gordon Smith war für das Drehbuch der Episode Pest und Cholera (Rock and a hard Place) für einen WGA Award nominiert worden.[16]

## Belege
1. 1 2 3  Liz Kocan, ‘Better Call Saul’ premieres its sixth and final season today—here’s how to stream it, USA Today vom 15. April 2022.
2. ↑  'Better Call Saul' season 6 delayed due to Covid-19, 'unlikely' to start production in 2020, The Economic Times vom 17. August 2020.
3. ↑  Terry Gross, As 'Better Call Saul' wraps, Bob Odenkirk reflects on his life-changing heart attack, National Public Radio vom 25. Juli 2022.
4. ↑  Better Call Saul, Staffel 6 auf Rotten Tomatoes
5. ↑  Marcus James Dixon, ‘Better Call Saul’ has 7 last chances to win its first Emmy Award — something, anything, GoldDerby.com vom 12. Juli 2023.
6. ↑  Hilary Lewis, Emmys Snubs: Top Nominees ‘Barry,’ ‘Only Murders in the Building’ Fail to Win High-Profile Awards as ‘Better Call Saul’ Shut Out, Hollywood Reporter vom 12. September 2022.
7. ↑  Trends Desk, 46 nominations but no Emmy: Fans of Better Call Saul vent on Twitter after award snub,, The Indian Express vom 14. September 2022.
8. ↑  Hilary Lewis/Kimberly Nordyke, Emmys 2023: List of Nominees, Hollywood Reporter 12. Juli 2023.
9. ↑  Karen Butler, 'Better Call Saul,' 'Abbott Elementary,' 'Everything' win Critics Choice Awards, UPI.com vom 15. Januar 2023.
10. 1 2  Stuart Heritage, Better Call Saul was robbed! The snubs and shocks of the Golden Globes, The Guardian vom 11. Januar 2023.
11. ↑  Andreas Engelhardt, „House of the Dragon“ gewann zu Unrecht: Golden Globes ignorieren das wahre Serien-Highlight komplett, kino.de vom 16. Januar 2023.
12. ↑  Adam Miller, Golden Globes Better Call Saul snub raises eyebrows, The Herald vom 16. Januar 2023.
13. ↑  Chris Bennion/Tim Robey, Better Call Saul was robbed: the biggest Golden Globes snubs and surprises, The Telegraph vom 16. Januar 2023.
14. ↑  Adrian Gomez, Find out which 'Better Call Saul' actors were nominated for a SAG Award, Albuquerque Journal vom 12. Januar 2023.
15. ↑  Dan Snierson, SAG Awards 2023: See the complete winners list, Entertainment Weekly vom 26. Februar 2023.
16. ↑  Jeremy Dick, Better Call Saul Episode 'Plan and Execution' Wins Best Episodic Drama at WGA Awards, Movieweb.com vom 6. März 2023.